# Хосе Антоніо Дорадо
Хосе Антоніо Дорадо Рамірес (ісп. José Antonio Dorado Ramírez, 10 липня 1982) — іспанський футболіст, захисник, який виступав за іспанський клуб «Ехеа».

## Клубна кар'єра
Хосе Антоніо Дорадо починав свою кар'єру футболіста в іспанському клубі «Реал Сарагоса», виступаючи за її резервну команду в Сегунді Б. Влітку 2004 року він перейшов до команди Сегунди «Льєйда». 2006 року вона вилетіла з другої за значущістю ліги Іспанії, і наступний рік Дорадо знову провів у Сегунді Б. Влітку 2007 року він став гравцем «Уески», з якою 2008 року домігся просування до Сегунди.
У середині 2010 року Хосе Антоніо Дорадо підписав контракт з севільським «Бетісом», у складі якого через рік він виграв Сегунду. 27 серпня 2011 року 29-річний футболіст дебютував у Прімері, вийшовши в основному складі в гостьовому поєдинку проти «Гранади». 31 березня 2012 року він забив свій перший гол на найвищому рівні, відзначившись у гостьовому матчі з «Малагою».
У січні 2013 року Дорадо перейшов до «Вільярреала», а в липні 2015 — до «Райо Вальєкано».

## Досягнення
«Реал Бетіс»
- Переможець Сегунди: 2010—2011